# Hemd ohne Naht
Als Hemd ohne Naht wird ein Hemd aus Steinhude bezeichnet, das einschließlich langer Ärmel, Knopflöcher, Kragen und Bündchen in einem Stück gewebt wurde, ohne dass Teile davon durch Nähen gefertigt oder verbunden wurden. Dieses Hemd wurde um 1728 vom 18-jährigen Weber Johann Henrich Bühmann (vermutlich 1709–1773) aus feinem Leinen hergestellt. Heute ist das Hemd im Fischer- und Webermuseum Steinhude ausgestellt. Das Hemd wurde im Winter 2014 eingehend untersucht.
Die Reihenfolge der Herstellung konnte entschlüsselt werden, doch bleiben die Hilfsmittel, die der junge Weber für die Bündchen an Hals und Ärmeln benutzt hat,  unklar. Bühmann hat das Geheimnis seiner Arbeit zeitlebens nicht verraten.

## Geschichte
Das Hemd ohne Naht fand ab den 1850er Jahren besondere Aufmerksamkeit, als von den ab 1805 zunehmend automatisierten Webereien nahtlos gewebte Kleidungsstücke auf der ersten Weltausstellung London 1851 als Neuigkeit präsentiert wurden
und große Resonanz in der Tagespresse fanden, ein solches aber schon über hundert Jahre zuvor aus Steinhude bekannt war.
Das nahtlose Hemd aus Steinhude galt als Beispiel der außerordentlichen Geschicklichkeit westfälischer Weber
und wurde dann auf der folgenden Weltausstellung Paris 1855 ausgestellt.
Tatsächlich gab es in Steinhude mehr als ein Hemd ohne Naht: Der Arzt und Apotheker Arthur Conrad Ernsting (1709–1768), der auch als Heimatforscher tätig war, berichtet 1765–1767 über zwei Steinhuder Webermeister, „die da gantze Mannshemden, mit Ermeln, Kragen, Quedern, Knopflöchern, Rauten und andern Zubehör, aus einem Stücke ohne Nath gantz fertig gewebet haben, die man gleich anziehen konnte.“
Demnach geht das erste Hemd auf Johann Henrich Brethauer (1697–1766) im Haus Nr. 63 (späteres Färberhaus) zurück, der 1728 die Weberzunft in Steinhude mitbegründete. Dieses erste Hemd sei noch nicht sehr gut gelungen und Brethauer habe es als Sterbekittel mit ins Grab genommen. Das zweite habe Brethauer Graf Albrecht Wolfgang übergeben.
A. C. Ernsting schrieb den Bericht knapp 40 Jahre nachdem Johann Henrich Bühmann 18-jährig zwei weitere Hemden gewebt hatte. Der große zeitliche Abstand dürfte der Grund für historische Ungenauigkeiten sein, beispielsweise wird das Alter des jungen Weber unterschiedlich angegeben. Das Fischer- und Webermuseum gibt nach Überprüfung der Quellenlage das Alter mit 18 Jahren an. Laut Ernsting waren die Hemden besser gelungen, als die vorhergehenden von Bredthauer. Eines davon verblieb in der Familie und wurde dem Museum überantwortet, das zweite habe Bühmann Graf Albrecht geschenkt und damit seine Aufnahme in die Webergilde erzwungen. Schließlich sei ein fünftes Hemd 1875 von Wilhelm Battermann gewebt worden. Im Fischer- und Webermuseum liegt ein Rechnungsbuch, das belegt, dass Johann Henrich Bühmann am 25. April 1728 nachträglich in die Webergilde aufgenommen worden war, noch zu Lebzeiten von Graf Friedrich Christian. Dies legt nahe, dass hier Ernsting bei der Benennung des Grafen irrte. Zwischen Bestätigung der Gildengründung im Januar 1728 und der nachträglichen Aufnahme Bühmanns liegen also nur drei Monate.
Die Berichte über das Steinhuder Hemd ohne Naht inspirierten den lokalen Arbeiterbildungsverein Anfang der 1930er Jahre zu dem Volksstück Hans Dietrichs Meisterstück oder Hemd ohne Naht.
Die Herstellung eines Hemdes ohne Naht hat die Menschen über Jahrtausende beschäftigt. Schon in der Bibel wird nach der Kreuzigung Jesu festgestellt, er habe ein Untergewand ohne Naht getragen (Joh 19:23 ). Allein 57 Reliquien dieser Art sind bekannt, darunter beispielsweise der Heilige Rock in Trier. Im Steinhuder Fischer- und Webermuseum gab es vom 27. August bis zum 29. November 2015 eine dem Hemd ohne Naht gewidmete Sonderausstellung; die Arbeit wurde in einem Blog dokumentiert.
Im Jahr 1702 schuf der Weber Henry Inglis in Fife ein nahtloses Hemd aus Leinen, das heute noch erhalten ist. Das Hemd wurde vermutlich nachträglich mit Symbolen und Beschriftungen versehen; unter anderem trägt es die Aufschrift „For the weavers of Dumfermline 1702“. Es ist heute im Besitz des Museums Dunfermline Carnegie Library & Galleries.
Ebenso soll im Jahr 1770 ein Weber in Kirriemuir drei Hemden ohne einen Nadelstich gefertigt haben.
Vom Ende des 18. Jahrhunderts an wird die Herstellung nahtloser Textilien mehrfach thematisiert, beispielsweise werden im Jahr 1824 Säcke, Kleidungsstücke und Hemden aus Frankreich, Schwaben, Bayern und Schottland erwähnt.